# Игошин, Игорь Николаевич
И́горь Никола́евич Иго́шин (род. 11 декабря 1970 год, Киров) — российский государственный и политический деятель, депутат Государственной думы Федерального Собрания Российской Федерации III, IV, V, VI, VII и VIII созывов. Член фракции «Единая Россия», первый заместитель председателя комитета по защите конкуренции.
Находится под персональными международными санкциями 27 стран ЕС, Великобритании, США, Канады, Швейцарии, Австралии, Японии, Украины, Новой Зеландии.

## Биография
Родился 11 декабря 1970 года в городе Киров в многодетной семье.
По окончании школы с 1989 по 1990 год работал журналистом в редакции молодежного радиовещания в областном Комитете по телевидению и радиовещанию Кировской области.
Прошел службу в армии. Был командиром минометного расчета, командиром отделения, заместителем командира минометного взвода.
Всегда увлекался историей, философией.
В 1993 году получил высшее образование окончив Всероссийский заочный финансово-экономический институт. В 2001 году получил второе высшее образование по специальности «политология» окончив философский факультет МГУ им. М. В. Ломоносова. С 1989 по 1990 год работал в Комитете по телевидению и радиовещанию Кировской области, редактором молодёжного радиовещания. С 1995 по 1998 год работал в АО «Агропродукт» в должности генеральный директора. В 1999 году работал в ЗАО «Реал-Агро» в должности генеральный директора, которую за время своей работы вывел на уровень ведущих компаний агропромышленного комплекса России.  При его руководстве количество рабочих мест на предприятии увеличилось вдвое, открыты филиалы в 7 регионах страны.
В 1999 году баллотировался в Госдуму по спискам КПРФ, был избран депутатом Государственной Думы РФ третьего созыва. В Государственной Думе вошел в Агропромышленную депутатскую группу, являлся членом Комитета Государственной Думы по аграрным вопросам. В 2002 году создал Центр стратегического развития Владимирской области. За время своей парламентской деятельности зарекомендовал себя одним из самых активных депутатов и авторов ряда законопроектов, направленных на защиту интересов отечественных предприятий.
В 2003 году баллотировался в Госдуму от КПРФ, избран депутатом Государственной Думы четвёртого созыва. Через несколько дней после избрания в Думу, в декабре 2003 года, остановил членство в КПРФ и в течение последующего 2004 года был одним из немногих беспартийных депутатов Государственной Думы в IV созыве. В 2005 году вступил в общероссийскую политическую партию «Единая Россия». Через несколько месяцев на шестом съезде партии «Единая Россия», был избран членом Генерального совета партии.
В 2007 году баллотировался в Госдуму от «Единой России», по результатам выборов избран депутатом Государственной Думы пятого созыва. Занял должность заместителя Председателя комитета ГД по науке и наукоемким технологиям.
27 мая 2006 года был избран секретарём политсовета Кировского регионального отделения партии «Единая Россия». В 2008 году кандидатура Игошина рассматривалась в качестве претендента пост губернатора Кировской области.
В 2011 году баллотировался в Государственную Думу 6 созыва по федеральному списку кандидатов, выдвинутого партией «Единая Россия». По итогам выборов места в Госдуме не получил. Однако 19 декабря 2011 года Постановлением ЦИК принято решение о передаче вакантного мандата депутата Государственной Думы VI созыва Игошину. Работал в комитете по экономической политике, инновационному развитию и предпринимательству.
В 2016 году баллотировался от партии «Единая Россия» на выборах в Государственную думу Федерального Собрания РФ VII созыва по одномандатному избирательному округу № 79. Был членом комитета по региональной политике, где занимался в частности вопросами совершенствования системы государственных закупок.
В 2021 году был избран в Государственную Думу ФС РФ VIII созыва по одномандатному Владимирскому избирательному округу №79. В настоящее время занимает должность первого заместителя Председателя комитета по защите конкуренции. При комитете Игорь Игошин возглавляет несколько Экспертных советов в различных сферах конкурентной среды.

## Законотворческая деятельность
С 1999 по 2019 год, в течение исполнения полномочий депутата Государственной Думы III IV V VI, VII и VIII созывов, выступил соавтором более 100 законодательных инициатив и поправок к проектам федеральных законов.

### Законодательные инициативы
За время своей парламентской деятельности Игорь Игошин стал автором десятков законов и законопроектов в различных сферах общественной жизни.
18 апреля 2001 года депутаты Госдумы Борис Надеждин (СПС) и Игорь Игошин (Агропромышленная группа) внесли проект поправок к закону «Об общих принципах организации законодательных (представительных) и исполнительных органов госвласти субъектов РФ», предлагавший избирать региональных депутатов по мажоритарно-пропорциональной системе. По мнению авторов, это должно было ограничить влияние губернаторов на законодателей и стимулировать работу партий. 18 февраля 2002 года в поддержку смешанной системы выступил президент Владимир Путин. Он заявил, что она создаст фундамент для «более устойчивой, стабильной и прогнозируемой» единой партийно-политической системы. В апреле законопроект был одобрен Госдумой.
В 2002 году Игорь Игошин выступил автором законопроекта, способного, по мнению многих предпринимателей, существенно улучшить налоговый климат. Согласно документу, законы, ухудшающие положение налогоплательщиков, должны были бы вводиться в действие через три месяца со дня опубликования, но не ранее 1 января года, следующего за годом, в котором истёк этот срок. После соответствующей статьи в газете «Ведомости» законопроект получил неофициальное название «Поправка Игошина — Путина».
Также Игорь Игошин стал разработчиком проекта закона о т. н. «чёрном списке авиапассажиров». Законопроектом предполагалось ввести механизм формирования списка пассажиров-правонарушителей, которым авиакомпании вправе отказать в перевозке. Согласно документу, в такой реестр предлагалось вносить лиц, признанных судом виновными в совершении правонарушений на борту воздушного судна в течение последних пяти лет. Кроме того, предлагалось наделить остальных членов экипажа — исключительно на основании распоряжения командира воздушного судна — правом применять все необходимые меры, в том числе меры принуждения, в отношении лиц, которые своими действиями нарушают общественный порядок, создают непосредственную угрозу безопасности полета воздушного судна и отказываются подчиняться распоряжениям командира воздушного судна.
В октябре 2013 года Игорем Игошиным внесён в Государственную Думу законопроект "О внесении изменений в отдельные законодательные акты в связи с принятием Федерального закона «О контрактной системе в сфере закупок товаров, работ, услуг для обеспечения государственных и муниципальных нужд».
Одним из наиболее известных эпизодов законотворческой деятельности Игоря Игошина стало руководство Рабочей группой по законопроекту «О федеральной контрактной системе», кардинально модернизирующего систему отечественных государственных закупок. По инициативе Игоря Игошина в документ был внесён большой комплекс поправок, носящих антикоррупционный характер и закрывающих для недобросовестных заказчиков возможность использования менее защищённых от коррупции процедур. В качестве одной из основных целей деятельности Рабочей группы Игорь Игошин называл предотвращение «затяжной окопной войны» между ведомствами.
Также в 6-м созыве Государственной Думы Игорь Игошин выступил в качестве соавтора следующих законов:
- Об изменении порядка определения фиксированного размера страхового взноса по обязательному пенсионному страхованию для индивидуальных предпринимателей, не производящих выплат и иных вознаграждений физическим лицам[21].
- О конкретизации видов электронной подписи, используемых в различных правоотношениях[22].
- Об ограничении срока временного пребывания в Российской Федерации иностранных граждан, прибывших в Российскую Федерацию в порядке, не требующем получения визы, периодом в 90 дней из каждых 180 суток[23].
- О лицензировании деятельности по управлению многоквартирными домами[24].
- Об оптимизации процедуры осуществления закупки у единственного поставщика при подготовке и организации протокольных мероприятий государственного уровня[25].

В рамках работы в Комитете Государственной Думы по экономической политике, инновационному развитию и предпринимательству Игорь Игошин курировал работу целого ряда экспертных советов.
- Экспертный совет по вопросам развития социального предпринимательства;
- Экспертный совет по международному финансовому центру;
- Экспертный совет по вопросам инновационного развития;
- Экспертный совет по доступному жилью;
- Экспертный совет по законодательному регулированию в сфере государственных закупок и закупок отдельных видов юридических лиц;
- Экспертный совет по развитию взаимных инвестиций России и Иберийских стран;
- Экспертный совет по импортозамещению.

В 7 созыве был активным сторонником реализации программ импортозамещения и размещения бюджетных заказов на отечественных предприятиях. Автор поправок, направленных на получение Владимирской областью федерального финансирования для реализации ключевых для региона проектов. Является координатором проекта "Комфортная городская среда" Владимирской области.
В 8 созыве возглавил Рабочую группу по пятому антимонопольному пакету, по результатам работы которой Государственной Думой ФС РФ был принят законопроект, устанавливающий базовые принципы антимонопольного регулирования на цифровых площадках.

## Награды
- Почетная грамота Государственной Думы ФС РФ (2008 г.)
- Почетный знак Государственной Думы «За заслуги в развитии парламентаризма» (2015 г.)[29]
- Медаль ордена «За заслуги перед Отечеством» II степени (2016 г.)[30]
- Благодарность Правительства Российской Федерации (2020 г.) – за заслуги в законотворческой деятельности, направленной на решение стратегических задач социально-экономического развития страны[31]
- Благодарность Министра финансов Российской Федерации (2022 г.) - за эффективное взаимодействие в законотворческой деятельности, направленной на укрепление финансовой системы государства
- Благодарность Председателя Государственной Думы ФС РФ (2023 г.) – за вклад в законотворческую деятельность и развитие парламентаризма в Российской Федерации[32]
- Медаль Федеральной антимонопольной службы «За защиту конкуренции» (2023 г.)[33]

## Общественная деятельность
В период распространения коронавирусной инфекции Игорь Игошин принимал участие в волонтерской работе: оказывал помощь продуктами и лекарствами людям, находящимся в группе риска – пожилым людям, многодетным семьям, людям с ограниченными возможностями здоровья; развозил терапевтов областного центра по вызовам.

## Благотворительность
Ежегодно принимает участие в благотворительных акциях «Серебряная ёлка», «Ёлка желаний», «Коробка храбрости».
Каждый год вместе с помощниками организует новогодние подарки для детей из многодетных семей Владимирской области.

## Скандал вокруг плагиата в диссертациях
Кандидат экономических (тема диссертации — «Повышение конкурентоспособности предприятий на основе реализации их рыночного потенциала», защитил в 2004 году под руководством М. М. Максимцова) и политических наук (тема диссертации — «Институциональные деформации в политической сфере: российская специфика»).
В марте 2013 года российские блогеры заподозрили Игоря Игошина в плагиате диссертации «Повышение конкурентоспособности предприятий на основе реализации их рыночного потенциала (на примере пищевой промышленности)» на соискание учёной степени кандидата экономических наук, найдя значительное совпадение с написанной двумя годами ранее диссертацией Натальи Орловой о рыночном потенциале кондитерских предприятий. Проведенная сообществом Диссернет проверка показала, что диссертация Игошина на 70 % представляет собой заимствования из диссертации Орловой, в которых произведена замена слова «шоколад» на слово «мясо»: этот опыт породил новое словосочетание «игошизация текста». На научной конференции в Барселоне в 2016 году по наукометрии учёные разных стран в докладе подробно ознакомились со способом, каким образом этот депутат украл и написал этот текст, что повредило имиджу России.
Кроме того, его более ранняя работа на соискание степени кандидата политических наук «Институциональные деформации в политической сфере: российская специфика», по утверждениям блогеров, на 95 % повторяет защищенную за год до неё работу, выполненную под научным руководством известного кемеровского ученого, автора нескольких учебников, Виктора Васильевича Желтова.
Сам Игорь Игошин неоднократно отвергал данные обвинения: «Мне представляется абсолютно неслучайным, что они появились в момент, когда Дума заканчивала рассмотрение законопроекта „О контрактной системе“. Данный документ регулирует процедуры государственных закупок на триллионы рублей. Поэтому давление на рабочую группу по этому закону, которую я возглавлял, было колоссальным. И угрозы тоже были. То, что кто-то попытался нас в этот момент опорочить, было ожидаемым. Удивительно только, что это приобрело такую вот форму. Но оказываться в роли жалобщика я не собираюсь. Если кто-то может доказать что-то подобное — что ж, для этого есть соответствующие официальные процедуры. Пусть тогда они их запускают и эти свои обвинения сами доказывают. И, кстати, прошёл уже без малого год, а никто такую процедуру не инициировал».
В 2015 году подобный иск был инициирован. Однако в результате суд поддержал Игоря Игошина, а истец был вынужден дать опровержение, в частности, на сайте владимирского издания «Томикс», где и была размещена статья с обвинениями в адрес депутата: «Сведения, порочащие депутата Игошина Игоря Николаевича как лица, незаконно получившего степени кандидата экономических и политических наук, не соответствуют действительности».

## Международные санкции
23 февраля 2022 года внесён в санкционные списки стран Евросоюза за действия и политику, которые подрывают территориальную целостность, суверенитет и независимость Украины и еще больше дестабилизируют Украину.
24 февраля 2022 года включён в санкционный список Канады «близких соратников режима» за голосование о признании независимости «так называемых республик в Донецке и Луганске».
24 марта 2022 года, на фоне вторжения России на Украину, включён в санкционный список США за «соучастие в войне Путина» и «поддержку усилий Кремля по вторжению в Украину», Госдеп США заявил что депутаты Госдумы используют свои полномочия для преследования инакомыслящих и политических оппонентов, нарушают свободу информации, ограничивают права человека и основные свободы граждан России.
По аналогичным основаниям, с 11 марта 2022 года находится под санкциями Великобритании. С 25 февраля 2022 года находится под санкциями Швейцарии. С 26 февраля 2022 года находится под санкциями Австралии. С 12 апреля 2022 года находится под санкциями Японии. Указом президента Украины Владимира Зеленского от 7 сентября 2022 находится под санкциями Украины. С 3 мая 2022 года находится под санкциями Новой Зеландии.

## Семья и доходы
Женат, четверо детей.
Согласно официальным данным, доход Игошина за 2011 год составил 5,7 млн рублей. В собственности — квартира площадью 30 квадратных метров. Доходы супруги не задекларированы. А в 2021 году доход составил 30 754 447 руб.